# Cmentarz wojenny w Jasieńcu
Cmentarz wojenny w Jasieńcu – cmentarz z I wojny światowej znajdujący się we wsi Jasieniec w województwie lubelskim, w powiecie łęczyńskim, w gminie Puchaczów.
Cmentarz założono na planie prostokąta o bokach 25 na 13 m, w lesie należącym do majątku Wesołówka. Pierwotnie składał się z 8 mogił zbiorowych i 17 pojedynczych. Obecnie układ mogił zatarty, teren wykorzystywany jest jako szkółka leśna.
Na cmentarzu pochowano:
- około 40 żołnierzy niemieckich z 146 pułku piechoty
- około 30 żołnierzy rosyjskich

poległych 2 - 4 sierpnia 1915.